# Fast & Furious - Solo parti originali
Fast & Furious - Solo parti originali (Fast & Furious) è un film del 2009 diretto da Justin Lin, interpretato da Vin Diesel, Paul Walker, Michelle Rodriguez e Jordana Brewster. Il film è stato ideato come sequel dei primi due film e prequel di Tokyo Drift e, con un costo di produzione di 85 milioni di dollari, ha incassato globalmente circa 360 milioni di $. Tuttavia, ha ricevuto recensioni negative dalla critica.

## Trama
Dominic Toretto si trova a Santo Domingo, nella Repubblica Dominicana dove, assieme a Letty e alla sua nuova banda compie rapine ai danni di autotreni che trasportano benzina. Dopo la riuscita dell'ultimo colpo, il suo amico Han gli suggerisce di andarsene per evitare una possibile cattura. Han accenna ad una possibile intenzione di recarsi a Tokyo e Dom, dopo aver meditato su ciò che sia giusto fare, durante la notte parte per Panama lasciando Letty da sola. Tre anni dopo, Dom riceve una telefonata da sua sorella Mia che gli rivela che Letty, tornata a Los Angeles, è stata assassinata. Decide di tornare in città per assistere, furtivamente, al funerale al quale sono presenti anche l'FBI e lo stesso Brian O'Conner, adesso reintegrato come agente.
Dom e Brian si mettono sulle tracce dell'assassino seguendo due strade diverse: il primo, dopo aver trovato delle tracce di nitrometano sul luogo dell'incidente, si reca all'officina dove è stata modificata l'auto dell'assassino di Letty e, minacciando il meccanico, riesce a farsi dare una traccia. Il secondo, grazie ad un'operazione dell'FBI, trova una pista da seguire. La loro ricerca intrecciata collima in un incontro ravvicinato in casa di David Park, un collaboratore del criminale internazionale Arturo Braga. Dopo un rapido e freddo dialogo, Dom suggerisce a Brian di non intromettersi nella faccenda, diffidando dell'amicizia di quest'ultimo nei suoi confronti.
Sia Dom che Brian sanno che l'unico modo per entrare nel giro è partecipare e vincere una corsa organizzata da Gisele Yashar, una dei membri più in vista del cartello di Braga. Brian è sicuro della sua copertura e Dom, dopo un breve scambio di battute con Fenix, un altro membro importante del cartello, si dichiara pronto a correre e sarà proprio a lui a vincere la corsa ai danni di Brian, vittima di una scorrettezza perpetrata ai suoi danni dall'ex amico sul rettilineo finale.
Brian non può permettersi di restarne fuori e incastra uno dei piloti già reclutati da Braga, incriminandolo per spaccio di droga. Come secondo classificato alla corsa, viene scelto per sostituire quel pilota.
La sera dopo, sia lui che Dom sono invitati al club di Ramon Campos, il vice di Arturo Braga. Campos, dopo una breve chiacchierata con loro, capisce che si conoscono ma non sospetta niente e li invita a comportarsi come se fossero a casa propria. Brian segue Campos negli uffici sul retro per rimediare indizi e impronte, mentre Dom scende nei garage dove trova l'auto che stava cercando, la Ford Gran Torino a nitrometano. Viene raggiunto da Gisele, chiaramente interessata a lui, che gli rivela che l'auto appartiene a Fenix.
Il giorno seguente, i due ed un'altra coppia di piloti vengono caricati su un camion la cui destinazione (Messico) è ignota a tutti. Giunti al capolinea, tutte le auto vengono caricate con la merce di Braga. L'obiettivo è raggiungere gli Stati Uniti tramite una serie di tunnel nella frontiera senza che le autorità americane si accorgano di nulla.
Una volta arrivati, tutti i piloti vengono fatti scendere dalle auto e minacciati a mano armata. Date le circostanze, Dom apre di nascosto la valvola del NOS a motore spento e aziona l'accendisigari, creando una vera e propria bomba a orologeria. Una volta sceso dall'auto, si rivolge a Fenix che si rivela essere l'esecutore dell'omicidio di Letty. Esplose le auto e scampati al fuoco degli uomini di Braga, Dom e Brian prendono la merce e la portano dove nessuno potrebbe mai trovarla, neanche l'FBI: il deposito dei veicoli confiscati dalla polizia. Chiamato l'ufficio del bureau per informarli del recupero della droga, Brian riceve l'ordine di rientrare arrestando Toretto, ordine che non viene eseguito.
Dom è stato colpito da una pallottola durante la fuga da Fenix e, non potendo rivolgersi alle cure mediche ufficiali, si rivolge a sua sorella Mia, che raggiunge i due in un garage fuoricittà. Una volta a casa, la fiducia di Dom verso l'amico viene scossa dal ritrovamento del cellulare di Letty con il numero di Brian tra le ultime chiamate effettuate dalla ragazza. La scoperta che Letty lavorava sotto copertura, scatena l'ira di Dom verso l'amico e, dopo una furibonda lite, Brian gli rivela che Letty si era rivolta a lui perché voleva che Dom tornasse a casa da uomo libero. 
Brian, arrivato agli uffici del bureau, fa il suo prezzo per la cattura di Braga: la libertà di Dom. Campos, intanto, riceve una chiamata da Toretto, il quale gli propone uno scambio: la merce per sei milioni di dollari.
Arrivati sul luogo dello scambio, Brian e Dom aspettano l'arrivo di Braga e Campos, con l'FBI nascosta all'interno di alcuni containers in attesa dell'ordine di Brian per procedere all'arresto perché nei database federali non esiste una foto di Braga. Brian dice a Dom che dopo l'arresto egli potrà andarsene da uomo libero, ma Dom pur non credendo alle parole di Brian, resta per finire il lavoro. Una volta giunti i criminali, l'agente Stasiak non aspetta l'ordine di Brian che, nel frattempo, capisce che Braga non è l'uomo che gli è stato presentato davanti, ma è lo stesso Campos che fugge durante l'azione dei federali.
Incolpato dai suoi superiori per il fallimento, Brian viene sospeso e raggiunge Dom a casa sua. Sanno che Braga ha raggiunto il Messico e si dirigono lì. Lo trovano all'interno di una chiesa, intento a pregare. Una volta bloccato, Dom lo lascia a Brian poiché il suo obiettivo è Fenix. Arrivati ai tunnel sotto la frontiera, Brian e Dom si ritrovano addosso tutti gli scagnozzi di Braga, compreso Fenix. In maniera fortunosa, Brian riesce ad attraversare interamente l'intricato sistema di tunnel ma è speronato da Fenix che, una volta messo al sicuro il suo capo, gli tiene addosso una pistola intenzionato ad ucciderlo. In quel momento esce dal tunnel anche Dom che punta dritto verso Fenix a tutta velocità. Il criminale prova a scansarsi ma Brian lo tiene per una gamba permettendo a Dom di schiantarsi addosso a lui uccidendolo. Con Braga fuori dai giochi e Letty vendicata, Dom decide di non scappare più e di affrontare la giustizia a viso aperto.
Durante il processo, nonostante la richiesta di clemenza da parte di Brian, il giudice opta per la reclusione a 25 anni di Dom che, a sguardo basso, sembra aver accettato la sentenza. Brian, in disaccordo con la corte, fa ciò che ritiene più giusto: liberare Dom. Il film, infatti, si conclude con una scena di O'Conner, Mia, Leo e Santos che inseguono il pullman contenente i detenuti diretti al penitenziario.

## Produzione
Il regista Justin Lin aveva intenzione di collegare questo film con tutti i precedenti, nonostante Vin Diesel avesse chiesto espressamente al regista di rendere il film un sequel diretto del primo capitolo, relegando gli altri due titoli a delle appendici: infatti nel film doveva apparire anche il personaggio di Roman Pearce (interpretato dall'attore Tyrese Gibson). Per una serie di problemi, tra cui la realizzazione di Transformers - La vendetta del caduto, l'attore non ha potuto avere il suo piccolo ruolo; tuttavia sono diversi i riferimenti riconducibili alla pellicola del 2003, come ad esempio quando Brian sceglie la prima Skyline dicendo che ne aveva già distrutta una.
Data la difficoltà di reperire diverse Dodge Charger per le varie scene, ne sono state costruite diverse copie in fibra di vetro, per un totale di sette carrozzerie identiche.
Per riprendere le scene sull'asfalto venne utilizzata come camera-car una Porsche Cayenne. Per le riprese su terra un M1 Off-Road Buggy.
Nel cast del film sono stati inseriti anche i cantanti Don Omar e Tego Calderón che, oltre a interpretare i compagni di Toretto, sono anche gli autori di due brani della colonna sonora: Virtual Diva e Bandoleros.

### Veicoli utilizzati
Nel film sono presenti le seguenti auto:
- Alfa Romeo Brera 3.2 JTS V6 Q4 SkyWindow, special edition 400 cv, 2009 ("auto-comparsa", visibile nello sfondo sulla seconda strada, che gareggia con un'altra auto)
- BMW M5 '03 (l'auto del terzo partecipante della prima gara)
- Buick Grand National GNX '87 (l'auto con cui Dom compie la rapina al tir all'inizio del film)
- Chevrolet Camaro F-Bomb '73 (auto di uno degli uomini di Braga)
- Chevrolet Camaro Z28 (L'auto di Dominic nel cortometraggio Los Bandoleros)
- Chevrolet Chevelle SS454 (l'auto di Dominic)
- Chevrolet Nova '67 (vettura di proprietà di Paul Walker che si vede nella scena del party nella Repubblica Dominicana)
- Chevrolet Silverado Trophy Truck (veicolo degli uomini di Braga)
- Dodge Charger R/T '70 (l'auto di Dom, la stessa presentata nel primo capitolo della serie, ma con ulteriori lievi modifiche)
- Ford RS200 Group B (modello omologato) (comparsa, auto di un corridore nella Repubblica Dominicana)
- Ford Gran Torino Sportsroof '72 (l'auto di Fenix Rise)
- Ford Mustang Tjaarda '07 (l'auto di uno dei corrieri usati da Braga per oltrepassare il confine)
- Honda NSX Type R replica (l'auto di Mia)
- Hummer H2 (veicolo di Braga)
- Infiniti G35 (l'auto di uno dei corrieri usati da Braga per oltrepassare il confine)
- Lamborghini LM (l'auto di Braga quando va a rifugiarsi nella chiesa)
- Nissan 240 (l'auto di David Park)
- Nissan 240SX (l'auto del quarto partecipante della prima gara)
- Nissan GT-R R35 09' (l'auto che Brian sceglie per infiltrarsi, ma dalla quale preleverà solo il motore)
- Nissan Skyline GT-R R34 '02 (l'auto che Brian userà per infiltrarsi. Ne sceglierà altre due, di una delle quali userà i pezzi, assieme all'altra Nissan, per crearne una più potente)
- Pontiac Trans-Am YearOne '78 (auto dei compagni di Dominic, visibile alla fine del film)
- Porsche Cayman techart (l'auto di Gisele Yashar)
- Subaru Impreza WRX STi Hatchback '09 (la seconda auto che userà Brian, datagli da Dom)
- Toyota Sprinter Trueno (AE86) (anche questa è un'"auto-comparsa", è l'auto dello sfidante della RS200)

## Colonna sonora
1. EnMiCasa & B Real - Street Code (italiano)
2. Busta Rhymes - G-Stro
3. Kenna - Loose Wires
4. Pitbull feat. Pharrell - Blanco
5. Pitbull feat. Lil Jon - Krazy
6. Pitbull and Tego Calderón - You Slip, She Grip
7. Shark City Click - Head Bust
8. Pitbull feat. Robin Thicke - Bad Girls
9. Don Omar - Virtual Diva
10. Tasha - La isla bonita
11. Pitbull feat. Pharrell - Blanco (spagnolo)
12. Rye Rye feat. M.I.A. - Bang
13. Don Omar feat. Tego Calderón - Los Bandoleros

## Distribuzione
Il film è stato distribuito nelle sale cinematografiche statunitensi il 3 aprile 2009, mentre in Italia è uscito il 17 aprile dello stesso anno.

### Edizioni home video
Fast & Furious - Solo parti originali è uscito in DVD e Blu-Ray il 2 settembre 2009 in Italia. Le edizioni disponibili sono:
- DVD disco singolo
- DVD disco doppio special edition
- Blu-Ray disco singolo
- Cofanetto in versione "Blu-ray SteelBook" delle prime quattro pellicole in tiratura limitata, poi ristampato in cofanetto tradizionale.
- Cofanetto delle prime quattro pellicole in versione "Packaging speciale gommato".

Al 1º novembre 2009, il formato home video di Fast & Furious ha venduto 2 900 861 copie, per un totale di 47,82 milioni di dollari. Sommando quest'ultimo all'incasso ottenuto ai box office, Fast & Furious ha guadagnato un totale di 407 085 500 dollari.

## Accoglienza

### Incassi
Nel suo primo giorno di proiezione il film incassò 30,5 milioni di dollari. Dopo una settimana incassò 70 950 500 di dollari, molto più di quanto incassò The Fast and the Furious: Tokyo Drift nei soli Stati Uniti. Solo durante la prima settimana il film ottenne il sesto incasso più alto del 2009, sorprendendo tutte le previsioni fatte precedentemente. Oltre a essere il film con maggior incasso dell'intero mese di aprile, Fast & Furious - Solo parti originali detenne anche il primato di film con maggior incasso di tutta la primavera (venne spodestato dal film Alice in Wonderland). Nella sua prima settimana, globalmente, il film incassò più di 102 milioni di dollari, di cui 7,2 milioni incassati nel Regno Unito, 8,6 in Russia, 6 in Francia e 3 in Germania.
Il film incassò globalmente oltre 359 milioni di dollari (divenendo l'allora film più proficuo della serie), il secondo incasso più alto per un film sul genere d'auto (il primato lo detiene tuttora Fast and Furious 7).

### Critica
Il film ha ricevuto recensioni negative. Sul sito aggregatore di recensioni Rotten Tomatoes il film detiene un 29% di gradimento basato su 178 recensioni professionali, con un voto medio di 4,57 su 10. Su Metacritic riceve un punteggio di 45 su 100, basato sul parere di 27 critici.

## Riferimenti agli altri capitoli della serie
- Le scene iniziali del film, dove Dom rapina l'autotreno e poi si reca a Panama, sono cronologicamente simultanee rispetto agli eventi di 2 Fast 2 Furious.
- La Chevrolet Chevelle SS454 rossa presente nel film è la stessa auto con cui Dom fugge in Messico nel finale del primo capitolo della serie, dopo i titoli di coda.
- L'inizio del film dove Dom dice a Letty di saltare sulla sua macchina è analoga alla scena del primo film dove Dom lo dice a Vince.